# Klon Trautvettera
Klon Trautvettera, klon kaukaski (Acer trautvetteri) – gatunek lub podgatunek klonu Heldreicha z rodziny mydleńcowatych (Sapindaceae). Występuje naturalnie w górach Kaukaz, a także w Turcji. W Polsce jest wytrzymały na mróz.

## Morfologia
PokrójDrzewo o gładkiej i jasnoszarej korze.
LiścieLiście pięcioklapowe. Mają długość od około 12 do 15 cm. Klapy mają głęboko wcięte. Górna strona liści jest ciemnozielona lub sina.
OwoceOrzeszki mają długość do 5 cm ze skrzydełkami ustawionymi prawie równolegle. Młode owoce są owłosione i czerwone.